# Pyura irregularis
Pyura irregularis är en sjöpungsart som först beskrevs av William Abbott Herdman 1881.  Pyura irregularis ingår i släktet Pyura och familjen lädermantlade sjöpungar. Inga underarter finns listade i Catalogue of Life.